# Komfortos mennyország
A Komfortos mennyország (eredeti cím: The Lovely Bones) 2009-ben bemutatott filmdráma Peter Jackson rendezésében. A film Alice Sebold 2002-ben kiadott azonos című regénye alapján készült. A főszerepben Saoirse Ronan, Mark Wahlberg és Rachel Weisz látható.
Jackson és a producerek átírták a történetet, majd eladták a DreamWorks-nek. A filmezés 2007 októberében kezdődött Új-Zélandon és Pennsylvania államban (USA). Miután a DreamWorks kilépett a projektből, a Paramount Pictures vette át a terjesztő szerepét.
A film előzetese 2009. augusztus 4-én jelent meg. Először Új-Zélandon mutatták be, 2009. december 26-án, majd nemzetközi közönség előtt 2010 januárjában. A film észak-amerikai bemutatójának dátumát többször módosították. Először egy korlátozott bemutatót tartottak 2009. december 11-én, majd szélesebb közönség előtt 2010. január 15-én.
A film általánosságban negatív véleményeket kapott a kritikusoktól, azonban Ronan és Stanley Tucci játékát dicsérték. Tuccit Golden Globe, Screen Actors Guild, BAFTA és Academy Award díjakra is jelölték.

## Cselekmény
1973-ban Susie Salmon (Saoirse Ronan), egy 14 éves lány arról ábrándozik, hogy egyszer híres fotós lesz. Ray Singh (Reece Ritchie), egy fekete, göndör hajú fiú, aki Susie-nak nagyon tetszik, megkérdezi tőle, hogy elmenne-e vele a következő szombaton (közben észrevétlenül egy papírlapot csúsztat az egyik könyvébe).
Ahogy Susie hazafelé tart az iskolából, egyik szomszédjuk, George Harvey (Stanley Tucci), megemlíti neki, hogy készített egy titkos helyet a kukoricásban, amit szívesen megmutatna neki. Susie-nak eleinte nincs kedve hozzá, de a kíváncsisága legyőzi az ellenállását és lemegy a férfival a föld alatt kivájt helyiségbe, ami tele van pakolva játékfigurákkal és égő gyertyákkal. Egy idő után azonban a helyzet kényelmetlenné válik Susie számára és szeretne elmenni, felmászik a létrán, de a férfi visszahúzza, Susie ekkor az arcába vág a könyökével és kiszalad az országútra. Elrohan egy fekete hajú lány, Ruth mellett, akit nem vesz észre.
Közben a Salmon család aggódni kezd legidősebb lányuk felől, aki nem szokott kimaradni sokáig. Apja, Jack (Mark Wahlberg) kimegy a lány fényképével, hogy megkeresse az utcán, de senki sem látta. Susie kiált neki, és bár apja arrafelé fordul, de nem látja, hol van a lánya. Közben Susie azt veszi észre, hogy ismerős utcákon bolyong, de körülötte nincsenek emberek.
Susie ekkor hazamegy. A ház teljesen üres. Az emeletről az anyja hangját hallja, ezért felmegy a lépcsőn. Az emeleti fürdőszoba ajtaja alól fény szűrődik ki. Amikor bemegy, Harvey-t találja egy kádban, akinek arcán textildarab van. Jobban körülnézve a mosdónál a csapon észreveszi a fém karkötőjét, rengeteg vért és egy borotvát. Susie ekkor rájön, hogy meghalt, és sikoltozni kezd. Ekkor hirtelen eltávolodik erről a helyről, és egy olyan helyre jut, ami se nem a földi valóság, se nem a mennyország, hanem a kettő közötti csodálatos tartomány.
Továbbra is figyeli a szeretteit, bár újdonsült barátnője, Holly Golightly sürgeti, hogy haladjon tovább.
A rendőrség Susie esetét vizsgálva megtalálja a föld alatti üreget, Susie sapkáját és rengeteg vért. Len Fenerman nyomozó (Michael Imperioli) lelkiismeretesen és átélve a család tragédiáját végzi a munkáját. Az apa mindenkit gyanúsít, aki a környékükön él és mozog, ebbe nem is a nyomozó, hanem a felesége fárad bele. Közben 11 hónap telt el. Fenerman az apa kérésére Harvey-t is kihallgatja, de semmi gyanúsat nem talál (a lány karkötőjét nem veszi észre, amit Harvey óvatlanul szem előtt hagyott, de a beszélgetés közben sikerül eltüntetnie).
Susie húga, Lindsey (Rose McIver) korábban érdekesnek találta a magányosan élő idősebb férfit, de most inkább gyanúsnak találja.
Susie anyja, Abigail (Rachel Weisz) nem bírja tovább a feszültséget, kiborul és átmenetileg elhagyja a családját, ahová előzőleg anyja, Lynn (Susan Sarandon) megérkezett. A nagymama szereti az italt, de megpróbál a család életében hasznos gyakorlati szerepet betölteni (pl. mosás, főzés), több-kevesebb sikerrel.
Susie-t a világában egy világítótorony vonzza magához, amiről tudja, hogy ha belép az ajtaján, „onnan már nincs visszaút”. Belépve az ajtón Susie rájön, hogy Harvey nem csak őt ölte meg, hanem hat másik lányt, Holly-t is (köztük a legfiatalabb hatéves volt). Susie azt is látja, hogy testi maradványai egy páncélszekrényben vannak Harvey pincéjében.
Egyik éjjel Jack követi Harvey-t a kukoricásba egy baseball ütővel, hogy bosszút álljon rajta, azonban véletlenül egy fiatal párra bukkan (ők Clarissa (Aj Michalka), Susie barátnője és fiúbarátja, Brian (Jake Abel)), Brian rátámad, és majdnem agyonveri. Jack kórházba kerül. Lindsey elhatározza, hogy folytatja, amit apja elkezdett, és egy nap betör Harvey pincéjébe, majd behatol a házba, ahol kutatni kezd. Az egyik szoba padlója alatt elrejtve egy naplót talál, ahol Harvey részletes rajzai találhatók a gyilkosságokról, amiket elkövetett. Tervrajzok, fényképek, újságkivágások az eltűnt lányokról, tárgyi bizonyítékok (pl. Susie hajtincse). Harvey váratlanul hazaérkezik, és majdnem elkapja Lindsey-t, akinek azonban sikerül hazamenekülnie az emeleti ablakon keresztül a talált naplóval. Anyja ekkor érkezik haza.
Mire a rendőrség kivonul a helyszínre, Harvey összepakolt és kereket oldott. A lány tetemét tartalmazó széfet magával viszi és egy szemétledobóban akarja elhelyezni.
Susie ekkor Harvey korábbi áldozataival találkozik azon a helyen, ahol jelenleg tartózkodik, akik vidámak, nevetgélnek, és általában jól érzik magukat. Ő azonban úgy érzi, hogy még vissza kell mennie.
Ruth és Ray közös házukban kezdenek berendezkedni, éppen annak a szeméttárolónak a közelében, ahol Harvey a széfet akarja hagyni. Ruth megérzi a lány jelenlétét, látja is őt az ablaküveg tükröződésében, majd elájul.
Susie ekkor belép Ruth testébe, és arra kéri a Ruth miatt aggódó Ray-t, hogy csókolja meg. Ezzel Susie utolsó kívánsága is teljesül és elindul a mennyországa felé.
Néhány év elteltével, télen Harvey a kocsijához megy, aminek a közelében egy fiatal, rövid fekete hajú lányt talál. Felajánlja, hogy elviszi, ahová a lány akarja, ő azonban ezt visszautasítja. Harvey nem tudja mit tegyen, ekkor egy jégcsap leszakad egy fáról és a gallérja mögött az ingébe esik. Harvey önkéntelen mozdulatot tesz, ennek hatására leesik a mögötte lévő meredek domboldalon és kitöri a nyakát.
Susie látja a húgát (aki terhes) és barátját, Samuel Hecklert (Andrew James Allen), akik közben összeházasodtak, anyját, amint be mer lépni Susie szobájába, és rendbe teszi az ágyát.
Susie ekkor belép az általa elképzelt mennyországba, majd még egy megjegyzést tesz, miközben az egyik fényképét látjuk:
„Senki nem veszi észre, amikor elmegyünk. Úgy értem, abban a pillanatban, amikor tényleg távozunk. Maximum egy suttogást érzünk, vagy ahogy egy suttogás hulláma lassan elhal...A nevem Salmon, mint a lazac. A keresztnevem Susie. 14 éves voltam, amikor meggyilkoltak, 1973. december 6-án. Itt voltam egy pillanatig, aztán elillantam. Mindenkinek hosszú és boldog életet kívánok.”

## Szereplők
| Szerep                | Színész                  | Magyar hang      |
| --------------------- | ------------------------ | ---------------- |
| Susie Salmon          | Saoirse Ronan            | Csifó Dorina     |
| Jack Salmon           | Mark Wahlberg            | Anger Zsolt      |
| Abigail Salmon        | Rachel Weisz             | Gubás Gabi       |
| Lindsey Salmon        | Rose McIver              | Tamási Nikolett  |
| George Harvey         | Stanley Tucci            | Gyabronka József |
| Lynn nagymama         | Susan Sarandon           | Nyakó Júlia      |
| Len Fenerman nyomozó  | Michael Imperioli        | Rajkai Zoltán    |
| Buckley Salmon        | Christian Thomas Ashdale | Straub Norbert   |
| Ray Singh             | Reece Ritchie            | Szvetlov Balázs  |
| Denise "Holly" Le Ang | Nikki SooHoo             | Lamboni Anna     |
| Brian Nelson          | Jake Abel                | Gacsal Ádám      |
| Caden igazgató        | Tom McCarthy             | Koncz István     |
| Mr. Connors           | Stink Fisher             | Hannus Zoltán    |
| Clarissa              | AJ Michalka              | Mánya Zsófia     |
| Charlie Saxton        | Ronald Drake             | ?                |
| Ruth Connors          | Carolyn Dando            | ?                |
| Flora Hernandez       | Stefania Owen            | ?                |
| Lola                  | Annabel Grealish         | ?                |
| Lány a parkolóban     | Ashley Brimfield         | ?                |
| Mr. O'Dwyer           | John Jezior              | ?                |
| Mr. Singh             | Kirit Kapadia            | nem szólal meg   |
| Mrs. Singh            | Anna George              | nem szólal meg   |

## Fordítás
Ez a szócikk részben vagy egészben  a   The Lovely Bones (film) című angol Wikipédia-szócikk fordításán alapul.  Az eredeti cikk szerkesztőit annak laptörténete sorolja fel. Ez a jelzés csupán a megfogalmazás eredetét és a szerzői jogokat jelzi, nem szolgál a cikkben szereplő információk forrásmegjelöléseként.